# Niels Olsen (roer)
 Der er flere personer med dette navn, se Niels Olsen.
Niels Olsen (født 28. december 1948 i Faxe, Danmark) er en dansk tidligere roer.
Olsen var styrmanden i den danske toer med styrmand, der deltog ved OL 1964 i Tokyo. Danskerne sluttede på tredjepladsen ud af fem både i det indledende heat, og kom derefter ind på sidstepladsen i det efterfølgende opsamlingsheat. Dermed var de ude af konkurrencen.